# Thomas Henry Duthie
Thomas Henry Duthie (Stirling, 6 giugno 1806 – Knysna, 13 agosto 1857) è stato un imprenditore sudafricano.

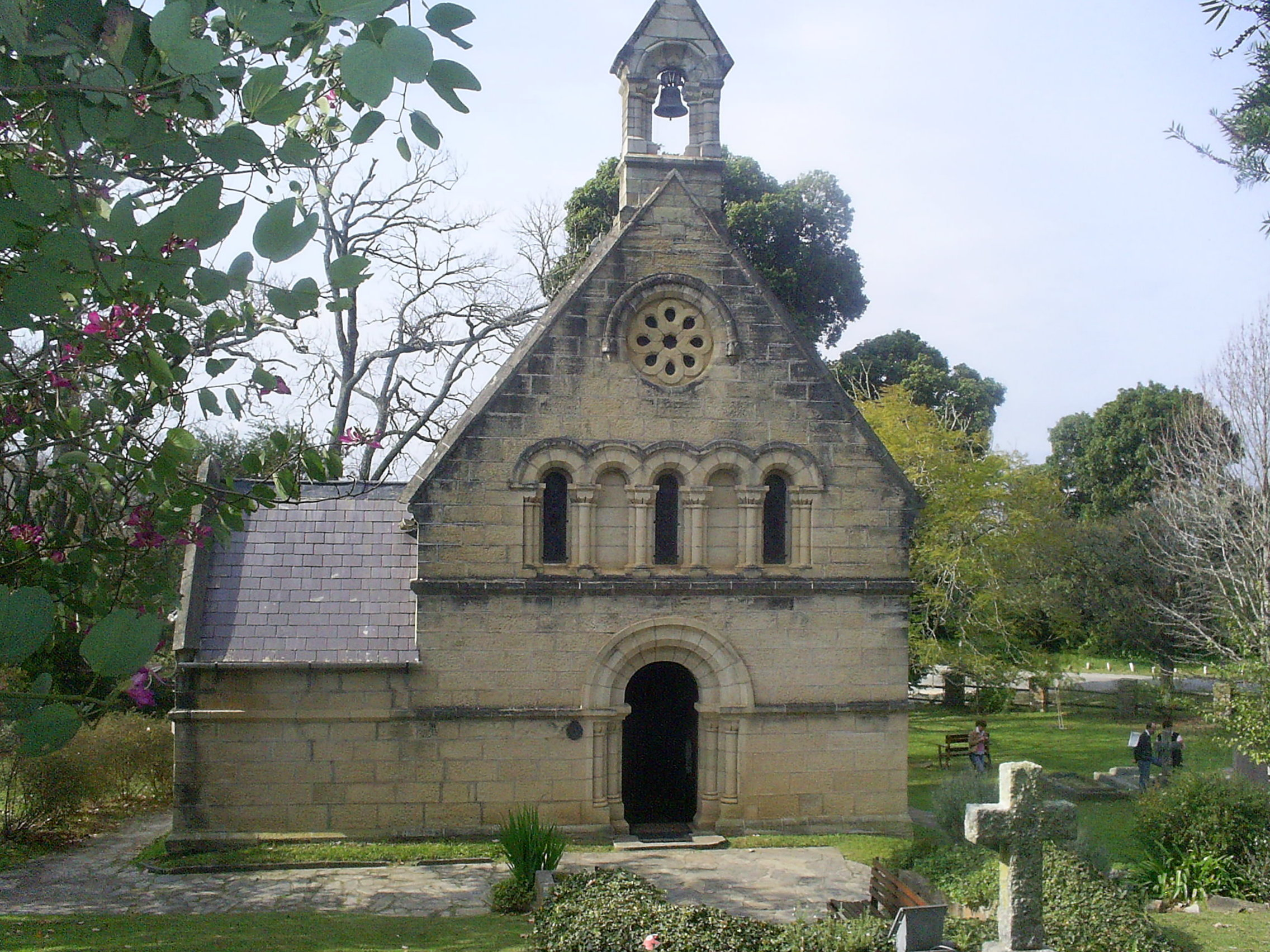
The Holy Trinity Church, fondata nel 1851

Duthie sposò Caroline Rex, figlia del fondatore di George Rex. Era il proprietario delle proprietà Belvidere che fu, in seguito, venduta a Henry Barrington. Era il fondatore della chiesa della Holy Trinity Church of Belvidere, fondata nel 1851 e consacrata nel 1855.